# Ásgrímur Jónsson
Ásgrímur Jónsson (ur. 4 marca 1876 w Galtafell, zm. 5 kwietnia 1958 w Reykjavíku) – islandzki malarz, pierwszy w kraju, który utrzymywał się z malarstwa. W 1897 zamieszkał w Kopenhadze, gdzie w latach 1900–1903 studiował w Królewskiej Duńskiej Akademii Sztuk i podróżował po ukończeniu w niej nauki.
W swoich dziełach najczęściej przedstawiał krajobrazy Islandii, szczególnie góry. Styl Jónssona przypominał francuskich impresjonistów, takich jak Corot. Niektóre jego obrazy zilustrowały sagi islandzkie i bajki ludowe.
Artysta malował również freski w różnych kościołach w kraju. Wiele jego prac zostało wystawionych w Islandzkiej Galerii Narodowej. Jónsson wpływał na wielu artystów w Islandii. Niedługo przed śmiercią przekazał swój dom w Reykjavíku rządowi Islandii wraz z wszystkimi obrazami, które w tamtym czasie były w jego posiadaniu. Kolekcja ta składała się z 192 obrazów olejnych i 277 akwareli oraz wielu niedokończonych obrazów pochodzących z różnych okresów jego życia.
Podczas swojego życia Ásgrímur Jónsson został uhonorowany wieloma odznaczeniami. Został honorowym profesorem na Uniwersytecie Islandzkim, a w 1933 – Wielkim Kawalerem Orderu Sokoła Islandzkiego. Był także honorowym członkiem Szwedzkiej Królewskiej Akademii Sztuki i Kawalerem I Klasy Orderu Danebroga.